# Сонгор
Сонгор (англ. Songor), также Сонгау (Songaw), Сонго — лагуна на юге Ганы, в 5 км к западу от города Ада. Лагуна относится к экосистеме эстуария реки Вольта, охраняется рамсарской конвенцией с 1992 года, в 2011 году получила статус биосферного резервата.

## Физико-географическая характеристика
Лагуна расположена западнее эстуария Вольты в области Большая Аккра и представляет собой мелководье с большим количеством островов. Лагуна протянулась на 20 км вдоль берега и уходит на 8 км вглубь, площадь водной поверхности составляет до 11 500 га. Максимальная глубина составляет 50 см, в основном глубина не превышает 10 см. Для лагуны характерны ватты и большое количество водных потоков, в частности, в неё впадают реки Сеге и Зано. Лагуна не связана напрямую ни с Гвинейским заливом, ни с эстуарием Вольты. Существовавший в прошлом канал к реке в настоящее время заблокирован, а воды моря поступают в лагуну через песчаную дюну, песчаная коса шириной 60—90 м отделяет лагуну от моря. При высоком приливе, который может достигать 2 метров, вода из эстуария поступает в лагуну. Самый низкий прилив — 0,11 м. Вокруг лагуны расположены низменные земли с высотой не более 10 метров над уровнем моря.
Сезон засухи с декабря по февраль. Если уровень осадков низкий, лагуна полностью пересыхает. Средний годовой уровень осадков составляет 750 мм. Температура колеблется в диапазоне от 23 до 33 °C.

## Добыча соли
Наиболее интенсивно процесс кристаллизации соли в лагуне происходит в сухой сезон (ноябрь — март), когда наиболее интенсивно испарение. Транспортировка соли происходит на лодках по реке Вольте; в 1910 году транспортировано 528 т соли. Основной центр распределения соли — Тамале. В последние годы этот традиционный промысел переживает упадок, что главным образом связано со строительством плотины Акосомбо.

## Взаимодействие с человеком
В 1992 году лагуна была внесена в список земель, охраняемых рамсарской конвенцией. В 2001 году к наблюдениям присоединилась организация BirdLife International.
В 2011 году лагуна Сонгор вошла во всемирную сеть биосферных резерватов. Общая площадь резервата составляет 511 км² и разделена на три основные зоны: ядро — 170 км², буферная зона — 78 км², зона сотрудничества — 281 км². На территории резервата проживает 42 150 человек.

## Флора и фауна
Заливная часть лагуны представляет собой солёные болота и затопленные поля. На возвышенных частях лагуны встречаются кустарники и небольшие деревья. Растительная система заливной части представлена в основном Paspalum vaginatum, Cyperus articulatus, Sesuvium portulacastrum и Elocharis mutata. В остальной части преобладает прибрежная саванна, к которой, в частности, относятся действующие и заброшенные фермы. Здесь произрастают Adropogon guyanus, Heteropogon contortus и Azadirachta indica, а в долинах можно встретить такие редкие растения как Rhizophora racemosa и Avicennia africana. Встречаются также отдельно стоящие деревья: Borassus aethiopum, Mangifera indica, Ceiba pentandra и Adansonia digitata.
Лагуна привлекает большое внимание орнитологов. Общество дикой природы Ганы проводит здесь ежемесячный мониторинг птиц, количество которых может превышать 100 тысяч особей. Особо важна лагуна для перелётных крачек, которых в сентябре-октябре можно насчитать более 50 тысяч. К редким видам фауны относятся морские черепахи Lepidochelys olivacea, Dermochelys coriacea и Chelonia mydas, которые на пляжах Сонгоры откладывают яйца.